# Keal Cotes
Keal Cotes – wieś w Anglii, w hrabstwie Lincolnshire, w dystrykcie East Lindsey. Leży 41 km na wschód od Lincoln i 180 km na północ od Londynu.